# Blue Hamilton
Blue Hamilton, nome d'arte di Johnny Blue James Hamilton (Fontana, 27 novembre 1978), è un musicista e produttore discografico statunitense, che ha lavorato come esecutivo nella Warner Music Group per quasi otto anni, collaborando con il produttore Fernando Garibay.
Nel 2012, ha pubblicato autonomamente il suo primo EP da solista intitolato Radio Flyer sotto lo pseudonimo Blue James.
Il 6 gennaio 2013 Matt Dallas ha annunciato il proprio fidanzamento con Blue Hamilton, che ha successivamente sposato il 5 luglio 2015. Il 22 dicembre 2015 la coppia ha annunciato attraverso il proprio canale YouTube di aver adottato un figlio di due anni, Crow.